# Lagoa da Canoa
Lagoa da Canoa est une municipalité brésilienne dans l'État de l'Alagoas.